# Vicky Cryer
I Vicky Cryer sono un supergruppo formatosi nel 2011, composto da Jason Hill (Louis XIV), Dominic Howard (Muse), Alex Carapetis (Nine Inche Nails), Nick Fyffe (Jamiroquai), Jeff Kite e David Johansen (New York Dolls).